# Esclerotina

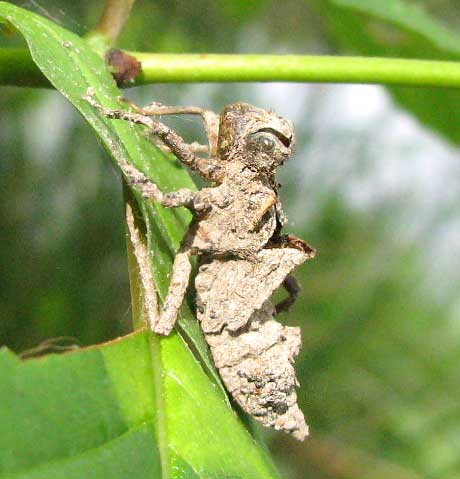
Exoesquelet abandonat després de l'ècdisi de nimfa de d'espiadimonis. Les regions esclerosades són engrossides i amb relleu.

L'Esclerotina és un component de les cutícules de diversos Artròpodes, els més abundants, els insectes. És formada per membres d'unes classes particulars de molècules de proteïna amb enllaços creuats entre si. Aquest procés bioquímic s'anomena esclerosi. Tècnicament l'esclerosi augmenta la rigidesa de la capa protectora quitínica dels insectes (exoesquelet). L'esclerosi és particularment notòria en les parts tegumentàries més gruixudes i armades d'insectes i aràcnids. Com ara les parts de la boca que pincen i mosseguen i les esclerites i plaques d'escorpins i escarabats.
A mesura que madura, l'esclerotina recentment formada es converteix en una substància semblant a la de la banya de mamífers amb una gamma de colors marrons grocs. A mesura que els animals s'adaptaven a la vida sobre la terra, sorgien necessitats cada vegada més diverses de components orgànics que proporcionaven rigidesa (a diferència dels components de duresa mineral com els carbonats de calci i els fosfats). Entre els invertebrats aquesta necessitat es va complir en gran manera pel desenvolupament de les esclerotines i altres proteïnes amb enllaços reticulats que permetien als insectes adaptar-se a l'existència a la terra i posteriorment desenvolupar ales d'origen exoesquelètic.
L'esclerotina és bioquímicament variable; diferents espècies incorporen diferents proteïnes en diferents proporcions, i el mateix insecte usarà diferents composicions per formar els diferents components del seu cos. Per exemple, la rigidesa de les superfícies de mossegada de les mandíbules dures d'una llagosta no serà la mateixa que la rigidesa de les seves típiques tíbies dentades. En general, però, està format per diferents molècules de proteïnes enllaçades reticularment amb compostos fenòlics; un procés de bronzejat de l'esclerotina està sota control enzimàtic. Tanmateix, en alguns dels Apterygota, almenys alguns dels enllaços creuats són d'enllaços disulfur que recorden la reticulació de proteïnes en la formació de queratina. Això ha dirigit molts autors per referir a tals proteïnes amb enllaços creuats en invertebrats com queratina, però les anàlisis modernes han mostrat que el terme és inadequat; les queratines són conjunt força ben definit de proteïnes que comprenen cadenes particulars en proporcions diferents d'enllaços creuats de maneres particulars. Les proteïnes de teixit dels invertebrats basades en enllaços disulfur pareixen ser radicalment diferents.